# Filip Bednorz
Filip Bednorz (ur. 1 maja 1891 w Dorocie, zm. 13 stycznia 1954) − polski duchowny katolicki, wikariusz kapitulny diecezji katowickiej w czasie wygnania biskupów diecezji katowickiej.

## Życiorys
Pochodził z rodziny robotniczej, był synem Józefa. Wykształcenie średnie uzyskał w Gimnazjum im. Jana III Sobieskiego w Krakowie w 1912. Wstąpił do Wyższego Seminarium Duchownego Księży Misjonarzy w Krakowie, które opuścił po dwóch latach i przeniósł się do Widnawy. W czasie I wojny światowej walczył na froncie zachodnim. Święcenia kapłańskie otrzymał z rąk biskupa Adolfa Bertrama we Wrocławiu w 1920. Po święceniach kapłańskich pracował jako wikariusz i katecheta w Pszczynie, a następnie jako katecheta w Królewskiej Hucie i Tarnowskich Górach, gdzie był także prefektem konwiktu biskupiego. Poza tym był patronem Związku Młodzieży Polskiej Męskiej i katechetą w Katowicach. W 1933 został administratorem parafii w Syryni, a w czasie II wojny światowej był referentem Kurii Diecezjalnej w Katowicach. Po wojnie zaangażował się jako jeden z pierwszych do ruchu "księży patriotów".
Podczas Ogólnokrajowego Zjazdu Kół Księży w lutym 1952 w Warszawie zasiadł w Prezydium Głównej Komisji Księży. Wikariuszem kapitulnym został wybrany dnia 25 listopada 1952 w czasie zebrania Okręgowej Komisji Księży. Jego wybór był nieważny, ponieważ został dokonany pod presją WRN w Katowicach, na co wskazuje chociażby fakt, iż proces głosowania był nadzorowany przez Jerzego Ziętka. Po objęciu urzędu wszystkie stanowiska obsadził księżmi sympatyzującymi z ruchem księży patriotów i wprowadził własne porządki. Dnia 10 stycznia 1954 uległ wypadkowi samochodowemu, do którego doszło w miejscowości Bełk. Wracał wówczas z rekolekcji dla kapłanów, które odbywały się w Kokoszycach. Wskutek obrażeń doznanych w wypadku zmarł 13 stycznia. Został pochowany w Katowicach.

## Odznaczenia
- Krzyż Komandorski Orderu Odrodzenia Polski (uchwałą Rady Państwa z 22 lipca 1953, za zasługi w pracy społecznej)[4]
- Złoty Krzyż Zasługi (1951)[5]